# Открытый чемпионат Австралии по теннису 2025
Открытый чемпионат Австралии 2025 — профессиональный теннисный турнир серии Большого шлема, который разыгрывался на открытых хардовых кортах комплекса «Мельбурн Парк».
Турнир-2025 является 113-м по счёту, проводящимся здесь. В этом году он разыгрывался в девяти разрядах: в пяти — у взрослых и четырёх — у старших юниоров. Соревнования проходили в Мельбурне с 6 по 26 января 2025 года: в первую неделю проходила квалификация одиночных турниров, во вторую и третью — матчи основных сеток.
Прошлогодние победители:
- в мужском одиночном разряде —  Янник Синнер
- в женском одиночном разряде —  Арина Соболенко
- в мужском парном разряде —  Рохан Бопанна и  Мэттью Эбден
- в женском парном разряде —  Се Шувэй и  Элизе Мертенс
- в смешанном парном разряде —  Се Шувэй и  Ян Зелиньский

## Общая информация
Все игроки, представляющие Россию и Беларусь, выступавшие на мельбурнских кортах, были заявлены в нейтральном статусе.
Лидером посева в мужском одиночном турнире стал Янник Синнер (1-я ракетка мира в тот период). Действующий чемпион выиграл один за другим семь матчей и защитил свой титул. В финале 23-летний теннисист справился со вторым сеянным Александром Зверевым. Сеянные заняли 17 из 32 мест в третьем раунде. Сильнейшим участником квалификации в основной сетке стал Лёрнер Тьен; 19-летний теннисист дошёл до 1/8 финала, а во втором раунде переиграл пятого сеянного Даниила Медведева.
Лидером посева в женском одиночном турнире стала Арина Соболенко (1-я ракетка мира в тот период). Двукратная действующая чемпионка проиграла за шесть матчей до финала лишь сет, но титул взять не смогла, уступив в решающей игре 19-й сеянной Мэдисон Киз. 29-летняя американка сыграла в титульном матче на турнирах серии во второй раз в карьере, но впервые с 2017 года. Несеянные заняли 10 из 32 мест в третьем раунде, а к четвертьфиналам полностью покинули турнир. Сильнейшей участницей квалификации в основной сетке стала Ева Лис. 23-летняя теннисистка уступила в финале отбора Дестани Айяве, но из-за позднего снятия Анны Калинской получила место в основе и дошла до четвёртого раунда.
Лидерами посева в мужском парном турнире стали Марсело Аревало и Мате Павич (тогдашние лидеры рейтинга). Сальвадорец и хорват добрались до четвертьфинала, а титул достался Харри Хелиёвааре и Генри Паттену. Финн и британец числись перед стартом турнира шестой командой посева, но стали сильнейшими, воспользовавшись поздним снятием пары Марсель Гранольерс / Орасио Себальос, а также непосредственно на корте обыграв Кевина Кравица / Тима Пюца и Симоне Болелли / Андреа Вавассори (соответственно, вторая, четвёртая и третья команды посева). Прошлогодние чемпионы — Рохан Бопанна / Мэттью Эбден — не защищали свой титул, но оба принимали участие в соревнованиях: индиец (в паре с Николосом Баррьентосом) уступил уже на старте, а австралиец (в паре с Йораном Влигеном) также не продвинулся дальше. Сеянные заняли восемь из 16 мест в третьем раунде.
Лидерами посева в женском парном турнире стали Катерина Синякова и Тейлор Таунсенд (тогдашние 1-я и 5-я ракетки мира). Чешка и американка проиграли за шесть матчей турнира лишь два сета, взяв второй совместный титул на соревнованиях серии. В финале Катерина и Тейлор справились с одной из прошлогодних чемпионок: Се Шувэй, выступавшей в паре с Еленой Остапенко. Вторая победительница турнира-2024: Элизе Мертенс — участвовала в новых соревнованиях вместе с Эллен Перес и дошла до второго раунда. Сеянные заняли десять из 16 мест в третьем раунде. До полуфинальной стадии добралась несеянная пара Мирра Андреева / Диана Шнайдер, годом ранее игравшая в финале олимпийского турнира, а в 2025-м пробовавшая себя в борьбе за место на Итоговом турнире. Во втором раунде россиянки обыграли четвёртую сеянную пару Сара Эррани / Жасмин Паолини, а в полуфинале уступили будущим чемпионкам.
Лидерами посева в турнире смешанных пар стали Сара Эррани и Андреа Вавассори (тогдашние 9-я и 7-я ракетки мира). Итальянцы дошли до второго раунда, а титул достался одним из обладателей специальных приглашений: команде Оливия Гадецки / Джон Пирс. Австралийцы выиграли один за другим пять матчей, а в финале справились с командой Кимберли Биррелл / Джон-Патрик Смит. Прошлогодние чемпионы — Се Шувэй и Ян Зелиньский — защищали свой титул и дошли до второго раунда. Сеянные заняли три из восьми мест в четвертьфиналах.
Лидером посева в одиночном турнире среди юношей стал Ян Кумстат (3-я ракетка мира в тот период). Чех добрался до четвертьфинала, где уступил будущему чемпиону Хенри Бернету. Швейцарец выиграл на пути к титулу шесть матчей, а в финале справился с несеянным Бенджамином Уиллвертом. Прошлогодний чемпион — Рэй Сакамото — не защищал свой титул. Сеянные заняли 11 из 16 мест в третьем раунде.
Лидером посева в одиночном турнире среди девушек стала Эмерсон Джонс (1-я ракетка мира в тот период). Австралийка добралась до полуфинала, где уступила будущей чемпионке Вакану Сонобэ. Японка выиграла на пути к титулу шесть матчей, а в финале справилась с Кристиной Пеничковой. Прошлогодняя чемпионка — Реата Ямрихова — не защищала свой титул. Сеянные заняли девять из 16 мест в третьем раунде. Сильнейшей участницей квалификации в основной сетке стала Сихо Цудзиока, добравшаяся до четвертьфинала.
Посев в парном турнире среди юношей возглавили Оливер Бондинг и Джаггер Лич. Британец и американец добрались до полуфинала, а титул достался второй команде посева — Максвеллу Экстеду и Яну Кумстату, на пути к титулу выигравшие пять матчей, а в финале справившиеся с Огненом Миличем и Егором Плешивцевым. Экстед выиграл турнир второй год подряд, а его прошлогодний партнёр — Купер Вестендик — в этот раз в Мельбурне не сыграл. Сеянные заняли пять из восьми мест в четвертьфиналах.
Посев в парном турнире среди девушек возглавили Вакана Сонобэ и Мика Стойсавлевич, но титул достался не им, а шестым сеянным — Аннике и Кристине Пеничковым. Американки последовательно обыграли третью, первую и вторую пару посева (соответственно — Росицу Денчеву / Елизару Яневу, Сонобэ / Стоясавлевич и Эмерсон Джонс / Ханну Клагмен) и взяли общий титул. Прошлогодние чемпионки — Тайра Катерина Грант и Ива Йович — не защищали свой титул. Сеянные заняли семь из восьми мест в четвертьфиналах.

### Рейтинговые очки
|                    | Титул | Финал | 1/2 финала | 1/4 финала | 1/8 финала | 1/16 финала | 1/32 финала | 1/64 финала | Победа в квалификации | Финал квалификации | 1/2 финала квалификации | 1/4 финала квалификации |  |
| ------------------ | ----- | ----- | ---------- | ---------- | ---------- | ----------- | ----------- | ----------- | --------------------- | ------------------ | ----------------------- | ----------------------- |  |
| Мужской одиночный  | 2000  | 1300  | 800        | 400        | 200        | 100         | 50          | 10          | 30                    | 16                 | 8                       | 0                       |  |
| Мужской парный     | 2000  | 1200  | 720        | 360        | 180        | 90          | 0           |             |                       |                    |                         |                         |  |
| Женский одиночный  | 2000  | 1300  | 780        | 430        | 240        | 130         | 70          | 10          | 40                    | 30                 | 20                      | 2                       |  |
| Женский парный     | 2000  | 1300  | 780        | 430        | 240        | 130         | 10          |             |                       |                    |                         |                         |  |
| Одиночный. Юноши   | 1000  | 700   | 490        | 300        | 180        | 90          | 25          | 20          |                       |                    |                         |                         |  |
| Одиночный. Девушки | 1000  | 700   | 490        | 300        | 180        | 90          | 25          | 20          |                       |                    |                         |                         |  |
| Парный. Юноши      | 750   | 525   | 367        | 225        | 135        |             |             |             |                       |                    |                         |                         |  |
| Парный. Девушки    | 750   | 525   | 367        | 225        | 135        |             |             |             |                       |                    |                         |                         |  |

### Призовые деньги
|                           | Титул     | Финал     | 1/2 финала | 1/4 финала | 1/8 финала | 1/16 финала | 1/32 финала | 1/64 финала | Финал квалификации | 1/2 финала квалификации | 1/4 финала квалификации |
| ------------------------- | --------- | --------- | ---------- | ---------- | ---------- | ----------- | ----------- | ----------- | ------------------ | ----------------------- | ----------------------- |
| Одиночные разряды         | 3 500 000 | 1 900 000 | 1 100 000  | 665 000    | 420 000    | 290 000     | 200 000     | 132 000     | 72 000             | 49 000                  | 35 000                  |
| Мужские пары Женские пары | 810 000   | 440 000   | 250 000    | 142 000    | 82 000     | 58 000      | 40 000      |             |                    |                         |                         |
| Смешанные пары            | 175 000   | 97 750    | 52 500     | 27 750     | 14 000     | 7 250       |             |             |                    |                         |                         |

## Соревнования

### Взрослые

#### Мужчины. Одиночный турнир
- Янник Синнер обыграл  Александра Зверева со счётом 6-3 7-6(4) 6-3.
- Синнер выигрывает 1-й титул в сезоне и 3-й за карьеру на соревнованиях серии.
- Зверев сыграл 1-й финал в сезоне и 3-й за карьеру на соревнованиях серии.

#### Женщины. Одиночный турнир
- Мэдисон Киз обыграла  Арину Соболенко со счётом 6-3 2-6 7-5.
- Киз выигрывает дебютный титул в сезоне и за карьеру на соревнованиях серии.
- Соболенко сыграла 1-й финал в сезоне и 5-й за карьеру на соревнованиях серии.

#### Мужчины. Парный турнир
- Харри Хелиёваара /  Генри Паттен обыграли  Симоне Болелли /  Андреа Вавассори со счётом 6-7(16) 7-6(5) 6-3.
- Хелиёваара выигрывает 1-й титул в сезоне и 2-й за карьеру на соревнованиях серии.
- Паттен выигрывает 1-й титул в сезоне и 2-й за карьеру на соревнованиях серии.

#### Женщины. Парный турнир
- Катерина Синякова /  Тейлор Таунсенд обыграли  Се Шувэй /  Елену Остапенко со счётом 6-2 6-7(4) 6-3.
- Синякова выигрывает 1-й титул в сезоне и 10-й за карьеру на соревнованиях серии.
- Таунсенд выигрывает 1-й титул в сезоне и 2-й за карьеру на соревнованиях серии.

#### Микст
- Оливия Гадецки /  Джон Пирс обыграли  Кимберли Биррелл /  Джона-Патрика Смита со счётом 3-6 6-4 [10-6].
- Гадецки выигрывает дебютный титул в сезоне и за карьеру на соревнованиях серии.
- Пирс выигрывает 1-й титул в сезоне и 2-й за карьеру на соревнованиях серии.

### Юниоры

#### Юноши. Одиночный турнир
- Хенри Бернет обыграл  Бенджамина Уиллверта со счётом 6-3 6-4.
- Бернет выигрывает дебютный титул в сезоне и за карьеру на соревнованиях серии.
- Уиллверт сыграл дебютный финал в сезоне и за карьеру на соревнованиях серии.

#### Девушки. Одиночный турнир
- Вакана Сонобэ обыграла  Кристину Пеничкову со счётом 6-0 6-1.
- Сонобэ выигрывает дебютный титул в сезоне и за карьеру на соревнованиях серии.
- Пеничкова сыграла дебютный финал в сезоне и за карьеру на соревнованиях серии.

#### Юноши. Парный турнир
- Максвелл Экстед /  Ян Кумстат обыграли  Огнена Милича /  Егора Плешивцева со счётом 7-6(6) 6-3.
- Экстед выигрывает 1-й титул в сезоне и 2-й за карьеру на соревнованиях серии.
- Кумстат выигрывает дебютный титул в сезоне и за карьеру на соревнованиях серии.

#### Девушки. Парный турнир
- Анника Пеничкова /  Кристина Пеничкова обыграли  Эмерсон Джонс /  Ханну Клагмен со счётом 6-4 6-2.
- Анника выигрывает дебютный титул в сезоне и за карьеру на соревнованиях серии.
- Кристина выигрывает дебютный титул в сезоне и за карьеру на соревнованиях серии.